# Blokzijl

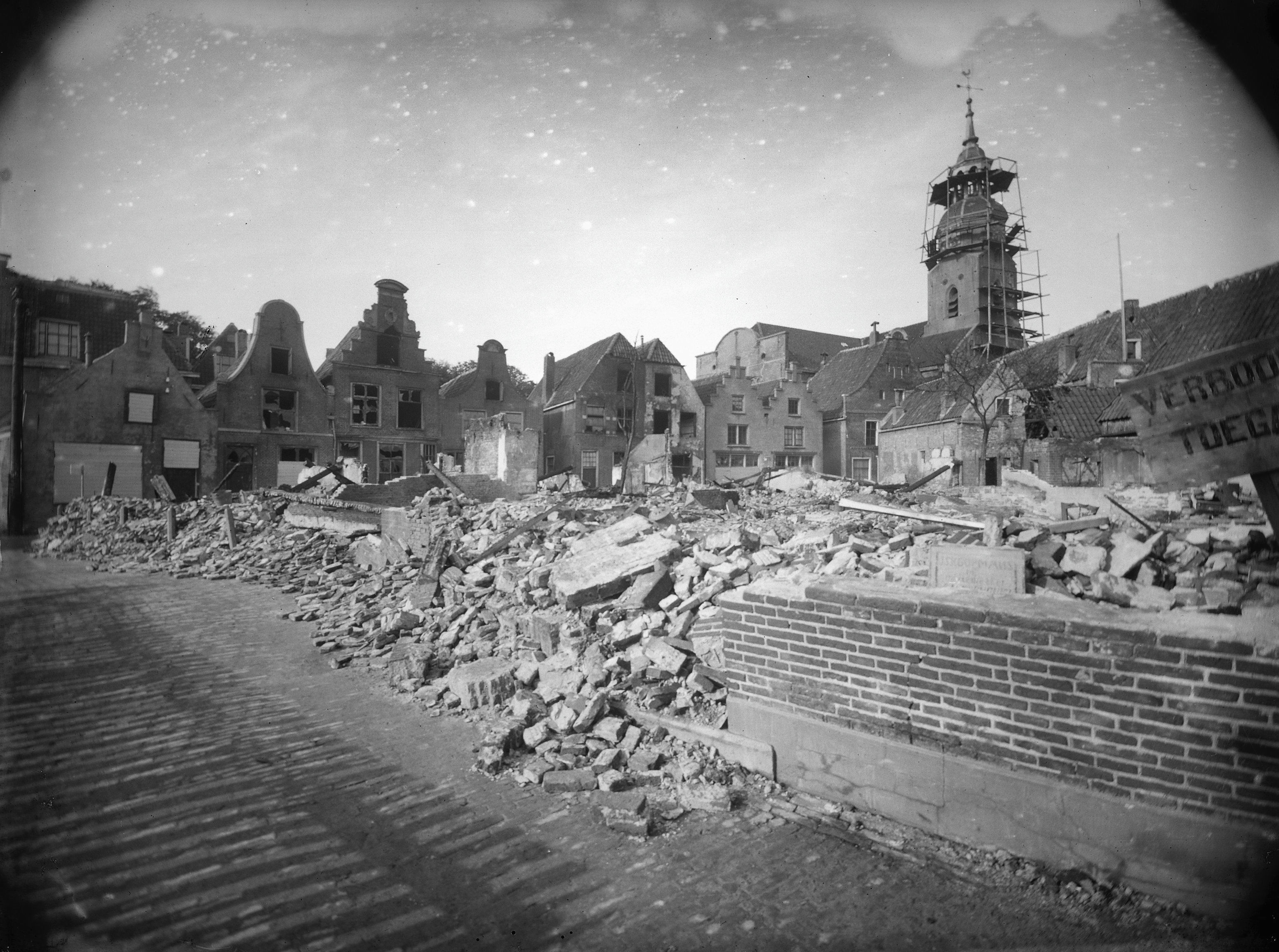
Schade na een grote brand in de Kerkstraat in 1926.

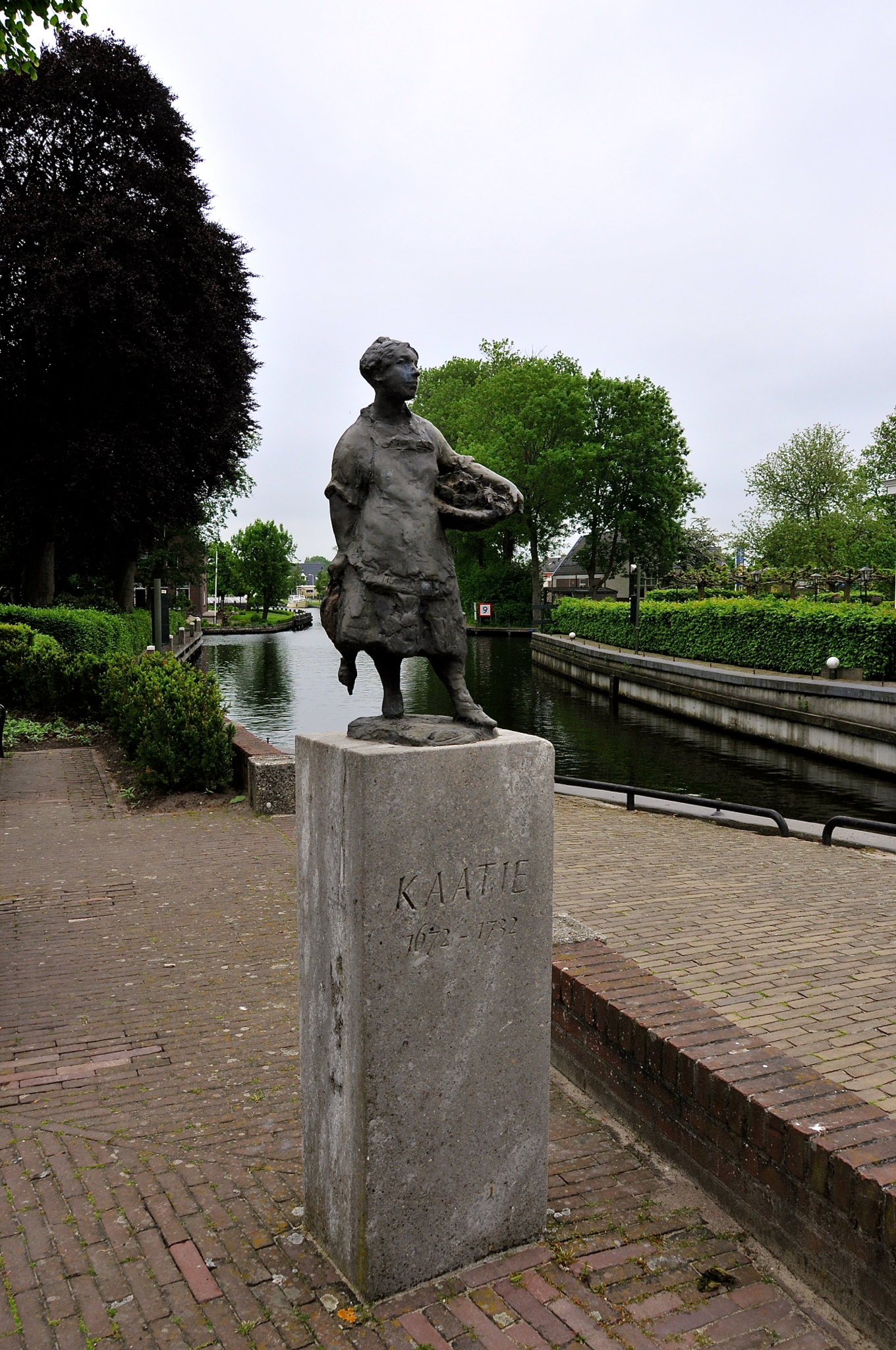
Kaatje 1672-1732, beeld van Hans Bayens

Blokzijl (Nedersaksisch: Blokziel ([blɔ̟ksil])) is een plaats in de Kop van Overijssel en maakt sinds de gemeentelijke herindeling van 1 januari 2001 deel uit van de gemeente Steenwijkerland in de Nederlandse provincie Overijssel. Tot 1973 was het een zelfstandige gemeente. Blokzijl ligt tussen Emmeloord en Steenwijk. Blokzijl telt zo'n 1.395 inwoners.
Blokzijl heeft een eigen haven voor de pleziervaart en een sluis. Ook grotere rondvaartboten doen regelmatig Blokzijl aan als tussenstop. Op de kade staat een oud kanon, waarbij toeristen elkaar graag op de foto zetten. In het hart van het stadje, bij de sluis, bevindt zich het sterrenrestaurant Kaatje bij de Sluis.
Van 1914 tot 1934 was Blokzijl het eindpunt van de tramlijn van Zwolle naar Blokzijl (via Hasselt – Zwartsluis – Vollenhove). Daarna nam de busmaatschappij De Noord-Westhoek (NWH) het reizigersvervoer over op deze route.

## Geschiedenis
Blokzijl is ontstaan rond een spuisluis of zijl die al in de 14e eeuw de monding vormde van de Steenwijker Aa en tevens de uitwatering vormde voor Vollenhove en Giethoorn. Oorspronkelijk mondde ook de rivier Kuinder of Tjonger hier uit. De voormalige rivierdijk, die later als zeedijk ging fungeren, staat nog bekend als Kuinderdijk.
De nederzetting viel aanvankelijk onder de parochie van Baarlo. Vandaar dat aanvankelijk over de Barlazijl (Baerlesile) werd gesproken. Bij deze sluis vond in 1336 een veldslag tussen Friese en Gelderse troepen plaats. 
De Groote Zijl (later ook wel Vollenhoofsezijl genoemd) wordt vermeld in 1375. De beide andere sluizen waren de Steenwijkerzijl en de Giethoornsezijl. Kampen eiste in 1438 dat men de nieuwe Steenwijkerzijl - net als andere zijlen - zou voorzien van palen die de scheepvaart zouden verhinderen. Maar later kreeg deze sluis alsnog een functie voor de scheepvaart. Dat geldt zeker voor de Vollenhoofsezijl, die in 1636 werd omgebouwd tot volwaardige schutsluis. Tussen de Vollenhoofse- en Steenwijkerzijl bevond zich het boerenerf Ter Zyle (1491), dat vermoedelijk net als veel andere erven aan de bisschop van Utrecht toebehoorde. Kennelijk speelden de vertegenwoordigers van de bisschop een rol bij de stichting van het havenplaatsje.

### Naamgeving
De huidige naam Blokzijl wordt voor het eerst vermeld in 1521. In 1438 was al wel sprake van de Groote Zyl by Blockes huis. Daaruit heeft men wel willen afleiden dat zich hier toen al een militaire versterking of blokhuis bevond, maar daar zijn geen aanwijzingen voor; de oudste schans dateert pas uit 1573. Sommige auteurs veronderstellen daarom dat de naam van de persoonsnaam Block zou komen en het dus ging om het huis van ene Block.
Een andere verklaring is het woord blokzijl (Fries: blocksyl): een kokersluis die gemaakt werd van zware houten balken en geschikt was om schepen door te laten. Daarmee werd kennelijk de Vollenhoofsezijl genoemd.
In 1569 was opnieuw sprake van de Grote Zyel, die was gelegen op den Bluczyl. In 1571 wordt den Bluckzijl genoemd, in 1582 Blocksijl, in 1596 Bloxiel.

### Turf
Vooral de turf, die in het achterland gewonnen werd, zorgde voor veel bedrijvigheid. Al in 1518 werd tol geheven over de volgeladen turfschepen die de zijlen passeerden. Jan van Ligne, graaf van Aremberg en sinds 1548 stadhouder van Friesland, Groningen, Drenthe en Overijssel, mag genoemd worden als grote stimulator van deze omgeving. Hij liet de toegangsvaarten verbeteren en een havenkom aanleggen ten behoeve van de handel. 

### Tachtigjarige Oorlog
Tijdens de Tachtigjarige Oorlog werd de plaats door Diederick van Sonoy in 1581 versterkt met een schans, om zo aan de oostzijde van de Zuiderzee een steunpunt voor de Staatse vloot en een uitvalsbasis voor de troepen tegen de Spanjaarden te krijgen. Rond 1600 kreeg Blokzijl van prins Maurits allerlei privileges, zoals het benoemen jaarlijks op 1 januari van drie eigen gedeputeerden, later burgemeester genoemd. In 1610 trokken de Staten van Overijssel deze rechten weer in, omdat de prins hiervoor geen toestemming had gevraagd.
In 1621 werd Blokzijl voorzien van een zeshoekige vesting, de zogenaamde fortresse.

### Stadsrechten
De plaats lag aan een kanaal dat toegang gaf aan de Zuiderzee en was een belangrijk handelspunt. Blokzijl verkreeg in 1672 stadsrechten van Prins Willem III. In 1674 protesteerde de drost van Vollenhove. De Staten van Overijssel weigerden toen om de rechten te bevestigen. In 1675 werden de stadsrechten weer ingetrokken en viel Blokzijl weer onder het schoutambt Vollenhove.

## Bezienswaardigheden
- Haven met oude panden
- Hervormde kerk uit 1609
- Waterkanon
- Museum Het Gildenhuys

Een deel van Blokzijl is een beschermd dorpsgezicht.
Zie ook
- Lijst van rijksmonumenten in Blokzijl
- Lijst van gemeentelijke monumenten in Blokzijl
- Vestingwerken van Blokzijl

## Verkeer en vervoer
Blokzijl is bereikbaar vanaf Emmeloord en Steenwijk via de N333. Met de bus is Blokzijl van maandag tot en met vrijdag overdag te bereiken met lijnen 171 (Zwolle - Blokzijl) en 214 (Lelystad - Steenwijk).

## Geboren
- Jan Kok (1925-1993), burgemeester
- Saskia Weerstand (1986), radio-dj en programmamaker
- Arnold Zandbergen (1897-1975), verzetsstrijder
- Albert Keuter (1892-1945), verzetsstrijder

## Bekende (voormalige) inwoners
- Stef Stokhof de Jong (1950-2021), beeldhouwer, glaskunstenaar en textielkunstenaar